# Both (Einheit)
Both war ein Volumenmaß in Hamburg, Riga und Danzig, Málaga und für spanische Weine vorbehalten. In verschiedenen Regionen wurde das Maß auch mit Sektpipe bezeichnet. Auch in Amsterdam und Antwerpen rechnete man spanische Weine nach diesem Maß.
- Amsterdam
  - 1 Both = 540 Mingel = 7 1/8 Eimer (Wiener)
- Antwerpen
  - 1 Both = 152 Stoop/Schoppen = 8 ½ Eimer (Wiener)
- Danzig
  - 1 Both = ¼ Last = ½ Fass = 2 Oxhoft = 3 Ohm = 12 Anker = 360 Quart (preuß.) = 20.780 ¼ Pariser Kubikzoll = 411 7/9 Liter
- Hamburg
  - 1 Both (Sekt) = 120 bis 130 Stübchen = 21.900 bis 23.725 Pariser Kubikzoll = 434 bis 470 Liter
  - 1 Both (Wein) = 140 Stübchen = 25.550 Pariser Kubikzoll = 506,30 Liter
- Riga
  - 1 Both (span. Sekt) = 12 Anker = 60 Viertel = 360 Stoof = 21.960 Pariser Kubikzoll = 435 1/3 Liter
- Málaga (Das Both oder Bota)
  - 1 Both = 30 Arrobas = 23.820 Pariser Kubikzoll = 472 Liter